# إميل ملجكوفيتش
إميل ملجكوفيتش هو لاعب كرة قدم بوسني في مركز الهجوم، ولد في 26 مايو 1988 في يوغوسلافيا. شارك مع منتخب البوسنة والهرسك تحت 21 سنة لكرة القدم. أما مع النوادي، فقد لعب مع ألمانيا آخن وفورتونا سيتارد ونادي فيرينتسفاروشي.

## وصلات خارجية
- إميل ملجكوفيتش على موقع قاعدة بيانات كرة القدم.إي يو (الإنجليزية)
- إميل ملجكوفيتش على موقع Soccerway.com (الإنجليزية)